# Rieko Matsuura
Rieko Matsuura (?, 松浦理英子, Matsuura Rieko; Matsuyama, 7 agosto 1958) è una scrittrice giapponese.

## Biografia
Rieko Matsuura nasce a Matsuyama, nella prefettura di Ehime. Durante la scuola media si trasferisce a Marugame, nella prefettura di Kagawa, dove prosegue la sua formazione nella scuola superiore privata Otemae. Iscrittasi all'università Aoyama Gakuin, si specializza in letteratura francese, a seguito di una passione nata nell'adolescenza per le opere del Marchese de Sade e di Jean Genet, autori che ispireranno i frequenti riferimenti a sadomasochismo, erotismo omosessuale e feticismo presenti nelle sue opere.
Nel 1978, appena iscritta all'università, con il suo primo libro Sōgi no hi (葬儀の日, trad. lett.: Il giorno del funerale), vince il Premio Bungakukai per i nuovi scrittori (文學界新人賞?, Bungakukai Shinjinshō). Tre anni dopo, nel romanzo Sebastian (1981, セバスチャン), i protagonisti mettono in discussione gli stereotipi delle strutture binarie, come normale/anormale, maschile/femminile, vittima/carnefice.
Nel 1987 con Corpi di donna (Nachuraru ūman, ナチュラル・ウーマン), tre racconti erotici narrati in prima persona da Yoko, ventenne disegnatrice di manga erotico-horror, lesbica e masochista, riceve un'entusiastica recensione dello scrittore Kenji Nakagami che la fa conoscere ad un più ampio pubblico.
Tra il 1991 e il 1993 pubblica a puntate sulla rivista Bungei L'alluce P (Oyayubi P no shugyō jidai, 親指Pの修業時代, trad.lett.: L'apprendistato dell'alluce P), che viene in seguito pubblicato sotto forma di libro dall'editore Kawade Shobō Shinsha. Il romanzo ha per protagonista una giovane donna, Kazumi, il cui alluce destro si trasforma in un pene, portandola a intraprendere un viaggio alla scoperta di una nuova sessualità, nello stile di un Bildungsroman. Il romanzo riceve il Premio per la letteratura femminile (女流文学賞?, Joryūbungakushō) e diviene un bestseller, vendendo oltre 300 000 copie in pochi mesi.
A distanza di sette anni da L'alluce P, nel 2000 esce il romanzo Ura vājon 裏ヴァージョン (Versioni opposte), pubblicato a puntate dal 1999 nella rivista Chikuma.
Nel 1994 Matsuura collabora alla sceneggiatura dell'adattamento cinematografico di Corpi di donna, uscito lo stesso anno. Due anni dopo cura l'adattamento in giapponese contemporaneo di alcune opere, tra cui Takekurabe, della scrittrice e poetessa del XIX secolo Higuchi Ichiyō.
Nel 2007 pubblica il romanzo Kenshin (犬身, trad. lett.: Corpo di cane) che vince il Premio Yomiuri nel 2008. Il romanzo, che riprende indirettamente la storia dello sposo-cane rappresentata nel romanzo epico di Kyokutei Bakin Nansō satomi hakkenden pubblicato nella prima metà del XIX secolo, ha al centro la trasformazione del corpo di una trentenne, Yatsuzuka Fusae, che per tutta la sua vita ha sentito di essere un cane nato in un corpo umano.
Nel 2017 esce il romanzo Le nostre adorate ragazze (Saiai no Kodomo, 最愛の子ども), vincitore del Premio Izumi Kyōka, che riprende i temi affrontati nelle precedenti opere attraverso la relazione intima, una "pseudo-famiglia" ("il padre, la madre, il principe"), che lega tre studentesse liceali; la loro storia è narrata dal "noi" rappresentato dalle compagne di classe, che fungono da famiglia allargata, una "comunità" posta all'antitesi della famiglia di sangue decostruita dall'autrice come valore.
Nel 2022 pubblica Hikari bunshū (ヒカリ文集 , trad. lett.: Antologia su Hikari), con il quale vince il premio letterario Noma.

## Opere

### Romanzi
- Il giorno del fumerale (葬儀の日?, Sōgi no hi) (1980)
- Sebastian (セバスチャン?, Sebasuchan) (1981) pubblicato nel numero di febbraio 1981 della rivista Bungakukai
- Corpi di donna (ナチュラル・ウーマン?,  Nachuraru ūman) (1987)
- L'alluce P  (親指Pの修業時代?, Oyayubi P no shugyō jidai) (1993)
- Versioni opposte (裏ヴァージョン?, Ura vājon) (2000)
- Kenshin (犬身?, Kenshin) (2007)
- Kika (奇貨) (2012)[17], raccolta di racconti
- Le nostre adorate ragazze (Sai ai no kodomo, 2017)
- Hikari bunshū (ヒカリ文集) (2022)

### Saggi
- Per una gentile castrazione (優しい去勢のために?, Yasashii kyosei no tame ni) (1994)[18]
- Pocket Fetish (ポケット・フェティッシュ?, Poketto Fetisshu) (1994)[19]
- Okaruto odokumi teishoku (おカルトお毒味定食) (1994), raccolta di interviste condotte da Yoriko Shano[20]
- Oboreru Jinsei Sōdan (おぼれる人生相談?) (1998)[21] (raccolta degli articoli pubblicati dall'autrice in una rubrica tenuta nella rivista Kadokawa 月刊カドカワ)

### Sceneggiature
- Corpi di donna (1994, diretto da Hirohisa Sasaki, con Kaori Shimamura e Tamaki Ogawa)

### Traduzioni italiane
- Matsuura Rieko, Corpi di donna (tit. orig.: Nachuraru ūman), traduzione di Alessandro Giovanni Gerevini, Venezia, Marsilio, 1996, ISBN 88-317-6513-2.
- Matsuura Rieko, L'alluce P (tit. orig.: Oyayubi P no shugyō jidai), traduzione di Annalisa Zanoni, Venezia, Marsilio, 1998, ISBN 88-317-6639-2.
- Matsuura Rieko, Le nostre adorate ragazze (tit. orig.: Saiai no Kodomo), traduzione di Anna Specchio, Roma, Atmosphere libri, 2022, ISBN 978-88-6564-371-6.